# Koppelojärvi, Norrbotten
Koppelojärvi är en sjö i Pajala kommun i Norrbotten och ingår i Kalixälvens huvudavrinningsområde.